# Il pomo d'oro
Il pomo d'oro (La manzana de oro) es una ópera en un prólogo y cinco actos con música de Antonio Cesti y libreto en italiano de Francesco Sbarra. Se estrenó ante la corte imperial en un teatro al aire libre construido especialmente para la ocasión en Viena en 1668. 
La obra era tan larga que tuvo que representarse en dos jornadas: el Prólogo, el Acto I y el Acto II, el 12 de julio; los actos III, IV y V, el 14 de julio. Planeada en principio su representación en 1666 para festejar la boda del emperador habsburgo Leopoldo I y Margarita Teresa de España, fue aplazada hasta 1668, para la celebración del 17.º cumpleaños de la emperatriz. Por su magnificencia y por su gasto, la puesta en escena no tenía precedentes. El diseñador Burnacini proporcionó no menos de 24 escenarios, y había espectacular maquinaria escénica, con naufragios y con torres que se derrumbaban.
Esta ópera rara vez se representa en la actualidad; en las estadísticas de Operabase no aparece entre las óperas representadas en el período 2005-2010.

## Personajes
| Personaje                                  | Tipo de voz      |         |         |
| Prólogo                                    | Prólogo          | Prólogo | Prólogo |
| ------------------------------------------ | ---------------- | ------- | ------- |
| Spagna (España)                            | Soprano          |         |         |
| Italia                                     | Alto castrato    |         |         |
| Regno D'Ungheria (Reino de Hungría)        | Tenor            |         |         |
| L'Impero (El Sacro Imperio Romano)         | Bajo             |         |         |
| Sardegna (Cerdeña)                         | Soprano          |         |         |
| Regno Di Boemia (Reino de Bohemia)         | Alto castrato    |         |         |
| L'America (América)                        | Tenor            |         |         |
| Stato Patrimoniale (Estado del patrimonio) | Bajo             |         |         |
| La Gloria Austriaca (La Gloria Austríaca)  | Soprano          |         |         |
| Amore (Cupido)                             | Soprano          |         |         |
| Imene (Himeneo)                            | Alto castrato    |         |         |
| Cuerpo principal de la ópera               |                  |         |         |
| Adrasto                                    | Alto castrato    |         |         |
| Aglaie (Aglaya)                            | Soprano          |         |         |
| Alceste (Alcestis)                         | Alto Castrato    |         |         |
| Aletto (Alecto)                            | Soprano          |         |         |
| Apollo (Apolo)                             | Alto Castrato    |         |         |
| Aurindo                                    | Alto Castrato    |         |         |
| Austro                                     | Tenor            |         |         |
| Bacco (Baco)                               | Bajo             |         |         |
| Caronte                                    | Bajo             |         |         |
| Cecrope (Cécrope)                          | Bajo             |         |         |
| la Discordia (Discordia)                   | Soprano          |         |         |
| Ebe (Hebe)                                 | Soprano          |         |         |
| l’Elemento Del Foco (El Fuego)             | Alto castrato    |         |         |
| Ennone                                     | Soprano          |         |         |
| Eolo                                       | Bajo             |         |         |
| Eufrosine (Eufrósine)                      | Soprano          |         |         |
| Euro                                       |                  |         |         |
| Filaura                                    | Tenor            |         |         |
| Ganimede (Ganimedes)                       | Alto Castrato    |         |         |
| Giove (Júpiter)                            | Bajo             |         |         |
| Giunone (Juno)                             | Soprano          |         |         |
| Marte                                      | Tenor            |         |         |
| Megera                                     | Alto             |         |         |
| Mercurio                                   | Alto castrato    |         |         |
| Momo                                       | Bajo             |         |         |
| Nettuno (Neptuno)                          | Bajo             |         |         |
| Pallade (Palas Atenea)                     | Soprano          |         |         |
| Paride (Paris)                             | Tenor            |         |         |
| Pasithea (Pasítea)                         | Alto (contralto) |         |         |
| Plutone (Plutón)                           | Bajo             |         |         |
| Proserpina                                 | Soprano          |         |         |
| Un Sacerdote                               | Bajo             |         |         |
| Un Soldato (un Soldado)                    | Tenor            |         |         |
| Tisifone (Tisífone)                        | Soprano          |         |         |
| Venere (Venus)                             | Soprano          |         |         |
| Volturno (Vulturno)                        |                  |         |         |
| Zeffiro (Céfiro)                           | Soprano castrato |         |         |

## Argumento
La ópera narra la historia del Juicio de Paris. 
Los dioses piden al príncipe troyano Paris que decida cuál de las diosas Venus, Juno y Palas (Minerva) es la más hermosa, y merece por tanto que se le entregue la manzana de oro. 
Paris da el premio a Venus. Las diosas desdeñadas intentan vengarse hasta que Júpiter decide poner fin a la confusión, se vuelve al público y ofrece la manzana de oro a la emperatriz Margarita Teresa.

## Escenografía
En la Biblioteca Nacional de España, en su sede de Madrid, se conserva una traducción del libreto de esta ópera con 22 estampas al aguafuerte y al buril de Matthäus Küsel en las que se reproducen los decorados escenográficos de Burnacini para esta ópera de Cesti y Sbarra. Por su complejidad, los decorados no llegaron a estar listos a tiempo de celebrar, en 1665, el matrimonio del Emperador Leopoldo I con Margarita Teresa, hija del Rey Felipe IV. Las 22 estampas representaban lo siguiente:
•	La primera, el interior del teatro el día del estreno. 
•	La segunda, el Palacio de Plutón. 
•	La tercera, el Convite de los dioses. 
•	La cuarta, los personajes de Paris y Enone.
•	La quinta, el patio del Palacio de Paris. 
•	La sexta tenía el título de "Puerto de mar".
•	La séptima, la boca del infierno.
•	La octava, la exaltación de los Austrias.
•	La novena, la Laguna Tritonia. 
•	La décima, la Caverna de Eolo.
•	La undécima, la configuración del valle del río Janto.
•	La duodécima, el Arsenal de Marte. 
•	La decimotercera, la Tormenta en el mar.
•	La decimocuarta, el Anfiteatro de Cécrope y Marte. 
•	La decimoquinta, el Bosque de cedros.
•	La decimosexta, el templo de Palas en Atenas. 
•	La decimoséptima tiene el título de "Venus en su estrella". 
•	La decimoctava, la Fortaleza de Marte. 
•	La decimonovena, la Granja deliciosa de Paris. 
•	La vigésima, Júpiter destruyendo la fortaleza.
•	La vigésimo primera, un Baile final en una plaza.
•	La vigésimo segunda, la escenificación del Triunfo de Venus y Marte. 
Il pomo d'oro trata de la historia del triunfo de Venus en el concurso de las tres diosas. El mensaje simbólico del espectáculo era el del ensalzamiento de la infanta española como diosa del Amor y la Belleza y el triunfo de los Habsburgo. El montaje de Burnacini es un ejemplo del culmen de la escenografía italiana de la época.
Il pomo d'oro fue una ópera extraordinaria por la duración de la función, con muchos medios escenográficos, cincuenta cantantes, coros, leones, elefantes, coreografías y veintiséis cambios de escena. Por la complejidad, fue necesario construir un teatro a propósito, dado que este espectáculo había sido concebido para una fiesta cortesana y los teatros públicos no tenían los medios para habilitar esa representación. En la Viena de Leopoldo I, se mostraba especial interés en este tipo de espectáculos, que servían a la nobleza como propaganda de su poder. 
En la estampa con la que comienza el relato de los diseños de Burnacini, se puede observar la nueva sala de teatro con todos los asientos ocupados, tanto en el patio de butacas como en los palcos, con los reyes sobre un estrado. Este teatro se encargó a Burnacini por su experiencia como escenógrafo y arquitecto para las fiestas cortesanas. 
Burnacini llevó a Viena la moda italiana de la quadratura, que consistía en imágenes ficticias en las que se simulaba un aumento del espacio con perspectivas arquitectónicas de gran complejidad visual. 
La estética predominante en las decoraciones de Burnacini es la de fare presto, con influencia de las creaciones florentinas de Bernardo Buontalenti, lo que se advierte en las coronas de nubes con dioses, representaciones de ámbito divino, frente a la sección inferior, lugar para los mortales. 
La compleja escenografía requirió un empleo de la maquinaria para poder hacer movimientos diagonales a lo largo y a lo ancho del escenario, así como el transporte de personajes mediante carriles y pescantes, agilizándose así la representación, con esa sucesión de novedades y efectos sorprendentes que aportaban continuidad a la obra.